# Imre Lakatos
Imre Lakatos (9. listopadu 1922 Debrecín – 2. února 1974 Londýn) byl maďarský filozof matematiky a přírodních věd, známý díky jeho práci na omylnosti matematiky a její „metodologie důkazů a argumentů“, v jejich pre-axiomatických fázích vývoje, a také díky zavedení pojmu „výzkumný program“ v jeho metodice vědeckého výzkumného programu.

## Životopis
Narodil se v židovské rodině jako Imre Lipschitz. Jeho život byl poznamenán hlavně 2. světovou válkou, která právě vypukla, když končil povinnou školní docházku. Aby unikl persekuci změnil si jméno na Imre Molnár. Po skončení války se stal aktivním komunistou a znovu si změnil jméno. Podle svého politického smýšlení si vybral jméno maďarské pracující třídy – Lakatos.
- 1944 promoval na univerzitě v Debrecínu z matematiky, fyziky a filosofie.
- 1945 zaměstnán na maďarském ministerstvu školství
- 1950–1953 uvězněn kvůli svému politickému smýšlení, poté přeložil matematickou příručku od George Pólya „How to solve it“
- 1956 se účastnil maďarského povstání proti sovětskému režimu, po jehož porážce uprchl do Rakouska a odtud do Velké Británie
- 1961 získal doktorát filosofie na Cambridgeské universitě, kniha Proofs and Refutations založena na jeho práci vyšla až po jeho smrti
- od 1960 přednášel na London School of Economics, kde působili i Karl Popper a John Watkins, a věnoval se filosofii matematiky a filosofii vědy
- mezi lety 1965–1970 pracoval se svým kolegou Alanem Musgravem na editaci knihy Criticism and the Growth of Knowledge, která vyšla v roce 1970 a je pojednáním o mezinárodním kolokviu filosofie vědy konaném v Londýně r. 1965
- 1971 – Lakatos se stává editorem mezinárodně uznávaného British Journal for the Philosophy of Science
- do r. 1974 Lakatos stále působí na London School of Economics, kdy v roce 1974 umírá na srdeční infarkt v 51 letech.

## Důkazy a vyvrácení
Lakatosova filozofie matematiky byla inspirována Hegelovou a Marxovou dialektikou, Popperovou teorií poznání, a prací matematika George Polya. Pokusil založit teorii, že žádný teorém neformální matematiky je finální nebo dokonalý. To znamená, že bychom si neměli myslet, že je teorém v konečném důsledku pravdivý, jen proto, že dosud nebyl nalezen žádný protipříklad. Jakmile protipříklad, tj. entita odporuje / nevysvětluje zdali je protipříklad nalezen, upravíme teorém na možnost a ten rozšiřuje doménu jeho platnosti. Jedná se o kontinuální způsob, kterým se hromadí naše znalosti. Přes logiku a procesy důkazů a argumentů. (Ačkoliv je axiom matematický pojem, Lakatos prohlašuje, že důkazy z těchto axiomů, jsou tautologické, tedy logicky pravdivé.) Lakatos navrhoval popis matematických znalostí založených na myšlence heuristiky. V knize Proofs and Refutations pojem „heuristická“ nebyl dobře rozvinut, třebaže Lakatos poskytl několik základních pravidel pro hledání důkazů a protipříkladů hypotéz. Myslel si, že matematické „myšlenkové experimenty“ jsou platný způsob, jak objevit matematické hypotézy a důkazy, a někdy nazýval svou filosofii „kvazi-empirismus“.

Nicméně, také představil matematické komunitě jak využít dialektiku jako druh rozhodnutí, které mělo potvrdit platnost matematických důkazů. Proto zásadně nesouhlasil s „formalistickým pojetím“ důkazu, který vládl v Fregeově a Russellově logice, který definuje důkaz jednoduše, pouze svou formální platností.
Jeho první publikovaný článek v British Journal for the Philosophy of Science v roce 1963-4,nProofs and Refutations se stal velmi vlivný na nové práce ve filozofii matematiky, i když jen málo souhlasily s Lakatos silným nesouhlasem formálního důkazu. Před svou smrtí měl v plánu vrátit se k filozofii matematiky a aplikovat jeho teorii výzkumného programu.

## Výzkumný program a Lakatosovo pojetí vědy
Lakatosův druhý významný příspěvek k filozofii vědy byl jeho model „výzkumného programu“, který formuloval ve snaze vyřešit vnímaný konflikt mezi Popperův falzifikacionismus a strukturou vědeckých revolucí kterou popisuje Kuhn. Standardní Popperova falzifikace byla široce chápána tak, že teorie by měla být zrušena, jakmile ji určité důkazy zpochybní. Zatímco Kuhnův popis vědecké činnosti je chápan tak, že věda je nejvíce konstruktivní, když potvrzuje své „normální“ teorie, navzdory anomáliím. Lakatosův model výzkumného programu si klade za cíl spojit Popperovu zásadu o dodržování empirických platnosti s Kuhnovým oceněním pro konvenční konzistenci vědy.
Lakatosův výzkumný program je založen na tvrdém jádru teoretických předpokladů, které nelze vypustit či pozměnit. Pokud by se tak stalo, musel by vědec úplně opustit svůj vědecký program, popřít základní teze, na kterých jeho obor stojí. Skromnější a specifické teorie, které jsou formulovány tak, aby vysvětlil důkazy, které by mohly ohrozit konzistenci „tvrdého jádra“ se označují jako pomocné hypotézy. Pomocné hypotézy jsou považovány za postradatelnou část výzkumného programu, které mohou být změněny nebo opuštěny jakmile budou empirické objevy „tvrdého jádra“ potřebovat ochránit. Vzhledem k tomu že, Popper byl obecně chápán jako nepřítel takovýchto teorii získaných ad hoc, argumentoval Lakatos tím, že takovéto teorie mohou být progresivní, pokud se zvyšují vypovídací a současně (nebo jen) prediktivní schopnosti programu, a že jsou přinejmenším přípustné až do nalezení nějakého lepšího období, kdy bude možno tento výzkumný program zcela nahradit.
Rozdíl mezi progresivním a degenerativním výzkumným programem spočívá v tom, zda nedávné změny pomocných hypotéz dosáhly vyšší vypovídací či predikční schopnosti, nebo zda byly vytvořeny pouze z nutnosti nabídnout nějakou reakci proti novým a nepříjemným důkazům. Degenerativní výzkumný program ukazuje, že je třeba hledat nový a progresivní systém teorií a ten musí nahradit aktuálně převládající, ale pouze pod podmínkou, že takovýto systém teorií bude koncipován a dohodnut před ukončením stávajícího. V opačném případě by upuštění od aktuálního systému dále jen oslabovalo vypovídací schopnost vědy a takovéto stanovisko bylo pro Lakatose nepřijatelné. Lakatosův první příklad výzkumného programu, který byl progresivní ve své době, a který byl postupně nahrazen, byl Isaac Newton se svými třemi pohybovými zákony, které utvořily „tvrdé jádro“.
Lakatosův výzkumný program záměrně poskytuje rámec, v němž může být výzkum prováděn na základě „prvních principů“ („tvrdé jádro“), které jsou společné a zapojené do výzkumného programu, a které jsou přijaty pro účely výzkumného programu bez dalšího dokazování nebo diskuzi. V tomto ohledu se dost podobá Kuhnovu pojmu paradigma. Lakatos se snažil nahradit Kuhnovo paradigma, které je podloženo iracionální „psychologií výzkumu“ a s výzkumným programem není nijak soudržné ani konzistentní, dokud se nebude držet Popperovy objektivně platné logiky výzkumu.

Lakatos se držel myšlenky Pierra Duhema, že každý může vždy chránit opatrovanou teorii (nebo její část), od nepřátelského důkazu tím, že přesměruje kritiku jiným směrem k jiným teoriím nebo jejich částem. Tento aspekt falzifikace byl uznán Popperem. Popperova teorie falzifikace, navrhuje, aby vědci předložit teorie a příroda sama ověří jejich nepravost ve formě nekonzistentního pozorování. Podle Poppera, je pro vědce iracionální udržet své teorie tváří v tvář odmítnutí přírody, jak popisuje Kuhn.
Lakatos sám sebe viděl jen jako rozšíření Popperových nápadů, které se mění v čase a byly interpretovány mnohokrát protichůdnými způsoby. Porovnával tři verze Poppera: „Poppera č.0“ a jeho „naivní falzifikacionismus“, který stojí na myšlence bezpodmínečného odmítnutí jakékoliv teorie, která bude postavena tváří v tvář jakékoliv anomálii (tento výklad Lakatos viděl jako chybný, ale i přesto se na něj často odkazoval); „Poppera č.1“, jemnějšího a konzervativně interpretovaného filozofa, a „Poppera č.2“, „sofistikovaného metodického falzifikacionistu“, který je podle Lakatose logickým rozšířením správného výkladu idejí „Poppera č.1“ (a tím tedy vlastně samotným Lakatosem). Je proto velmi obtížné určit, které myšlenky a argumenty týkající se výzkumného programu by měly být připsány Lakatosovi, a které Popperovi.
Lakatos prohlašoval, že ne všechny změny pomocných hypotéz výzkumného programu, jsou stejně produktivní či přijatelné. Díky tomu dospěl k názoru, že z hlediska tohoto „posunování problému“ (jak tento problém nazývá) by měly být pomocné hypotézy hodnoceny nejen z hlediska jejich schopnost bránit „tvrdé jádro“ tím, že budou vysvětlovat zjevné nesrovnalosti, ale také by měla být hodnocena jejich schopnost produkovat nové skutečnosti ve formě předpovědí a dalších vysvětlení. Změny pomocných hypotéz, které nebudou k ničemu jinému než k údržbě „tvrdého jádra“ označil Lakatos degenerativní výzkumný program.
Lakatosův model poskytuje možnost existence výzkumného programu, který není nadále v přítomnosti nepříjemných anomálií, a je stále více progresivní i přes ně. Pro Lakatose, je v podstatě nutné pokračovat s teorií, i přesto, že víme, že neexistuje možnost, aby byla úplně pravdivá, a je dokonce možné, aby se ve vědeckém programu pokračovalo tak dlouho, dokud zůstává v interakci k lepšímu výzkumnému programu, který se nakonec může objevit. V tomto smyslu byl Lakatos obviněn z toho, že nesprávně použil pojmy „falzifikace“ či „vyvrácení“. Podle Lakatose totiž nemůže být teorie oprávněně falzifikována, dokud není nahrazen lepší výzkumný programu. To podle něj to, o čem mluví Kuhn v historických obdobích vědy, které popisuje jako revoluce, a co je racionální prvek vědy, na rozdíl od pouhého skoku k víře, nebo nesmyslné sociální psychologie, jak argumentoval Kuhn.

## Dílo
- Lakatos (1976). Proofs and Refutations. Cambridge: Cambridge University Press. ISBN 0-521-29038-4
- Lakatos (1977). The Methodology of Scientific Research Programmes: Philosophical Papers Volume 1. Cambridge: Cambridge University Press
- Lakatos (1978). Mathematics, Science and Epistemology: Philosophical Papers Volume 2. Cambridge: Cambridge University Press